# Сагашили
Сагашили (каз. Сағашилі, до 2007 года — Покровка) — село в Мугалжарском районе Актюбинской области Казахстана. Административный центр Енбекского сельского округа. Находится примерно в 29 км к юго-западу от центра города Кандыагаш. Код КАТО — 154841100.

## Население
В 1999 году население села составляло 1414 человек (672 мужчины и 742 женщины). По данным переписи 2009 года, в селе проживали 1623 человека (830 мужчин и 793 женщины).